# William Segar

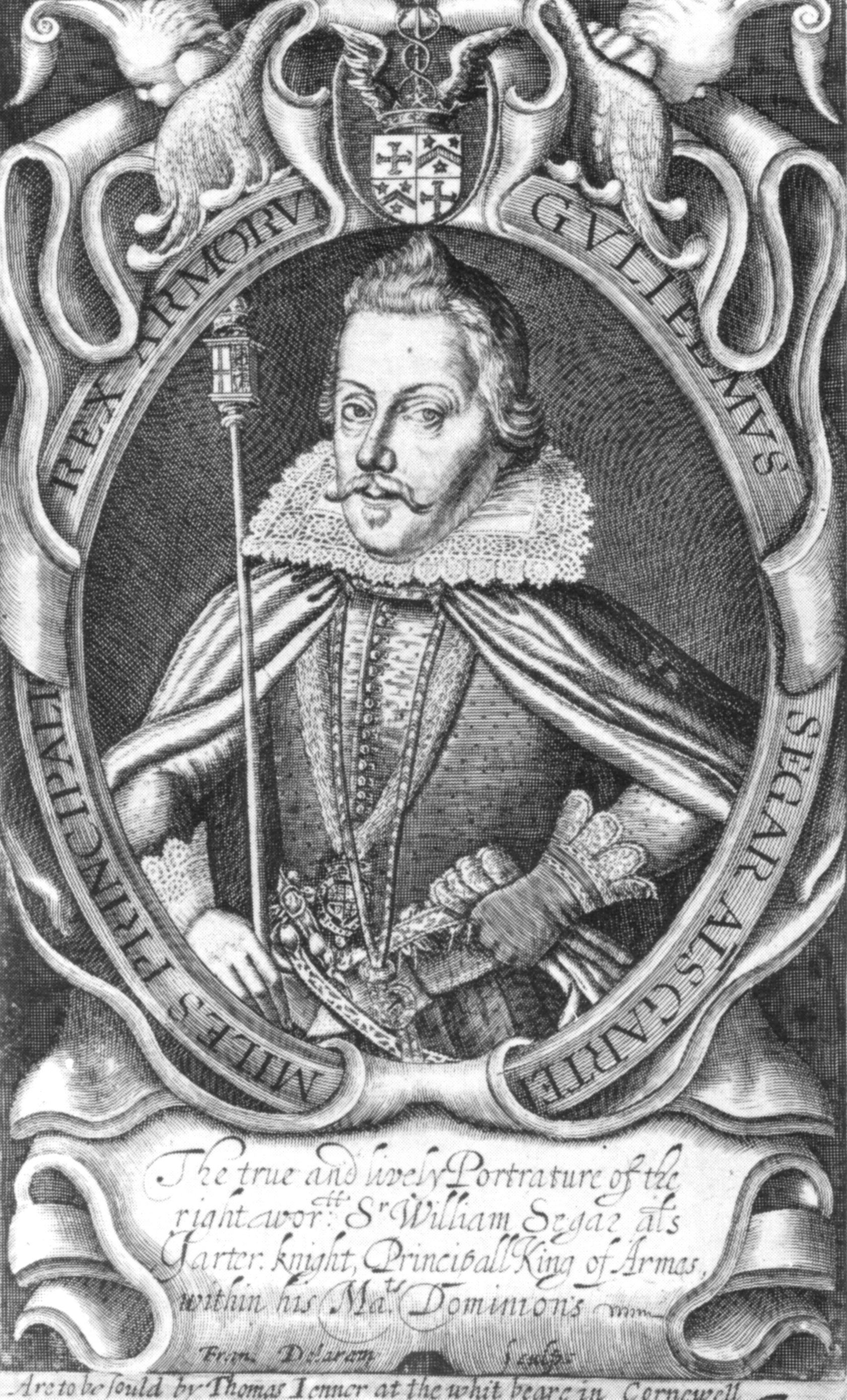
William Segar

Sir William Segar (c. 1564 - 1633) foi um rei de armas e pintor da Inglaterra, integrante da Escola Tudor.
Por algum tempo se imaginou que ele fosse de origem holandesa, mas hoje sua naturalidade inglesa parece bastante estabelecida. Em 1584 casou-se com Helen Somers, tendo com ela seis filhos.
Foi mestre de cerimônias de Robert Dudley, conde de Leicester, em sua embaixada em Utrecht, em 1586, e em 1593 foi indicado Rei de Armas de Norroy e Ulster. Em 1596 acompanhou Gilbert Talbot, conde de Shrewsbury, para investir o rei Henrique IV da França com a Ordem da Jarreteira. Carregou a Espada do Estado nos funerais da rainha Elisabeth I em 1603, no mesmo ano foi encarregado de investir o rei Cristiano IV da Dinamarca com a mesma Ordem. Tornou-se Rei de Armas da Ordem da Jarreteira e foi nobilitado em 1616. Escreveu livro The Booke of Honour and Armes, publicado anonimamente em 1590.
Como pintor da corte deixou obra considerável no gênero da iluminura e do retrato, pintando muitos membros da nobreza.